# Йохан фон Валдбург-Волфег-Валдзее
Йохан Мария Франц Евзебиус фон Валдбург-Волфег-Валдзее (на немски: Johann Maria Franz Eusebius von Waldburg-Wolfegg-Waldsee; * 13 октомври 1661; † 25 декември 1724, Валдзее) е наследствен трушес, фрайхер на Валдбург и граф на Волфег във Валдзее.

## Биография
Той е син на генерал-фелдмаршал Максимилиан Вилибалд фон Валдбург-Волфег (1604 – 1667) и втората му съпруга принцеса и контеса Клара Изабела фон Аренберг (1629 – 1670), дъщеря на княз Филип Карл фон Аренберг (1587 – 1640), херцог на Арсхот, и Изабел Клер де Берлемон, графиня де Лален (1602 – 1630). Полубрат е на Максимилиан Франц Евзебиус (1641 – 1681), имперски наследствен трушсес и граф на Валдбург-Волфег.
Йохан фон Валдбург-Волфег-Валдзее умира на 63 години на 25 декември 1724 г. във Валдзее. Правнукът му Йозеф Антон (1766 – 1833) става първият княз на Валдбург-Волфег-Валдзее на 21 март 1803 г. във Виена.

## Фамилия
Първи брак: на 13 април 1682 г. с имперската наследствена трушесин фрайин и графиня Мария Анна фон Валдбург-Траухбург (* 13 април 1663; † 14 юли 1682), дъщеря на имперски наследствен трушес граф Йохан Хайнрих Ернст I фон Валдбург-Фридберг-Траухбург (1630 – 1687) и графиня Мария Моника фон Кьонигсег-Аулендорф (1644 – 1713). Тя умира на 19 години. Бракът е бездетен.
Втори брак: на 20 февруари 1684 г. с графиня Мария Анна Фугер фон Кирххайм-Вайсенхорн (* 16 март 1659, Матзиз; † 12 юли 1725, Валдзее), внучка на граф Ото Хайнрих Фугер (1592 – 1644), дъщеря на граф Себастиан Фугер фон Кирхберг-Вайсенхорн (1620 – 1677) и Мария Клаудия Хундбис фон Валтрамс († 1702). Те имат девет деца:
- Максимилиан Мария фон Валдбург-Волфег-Валдзее (* 28 ноември 1684; † 3 април 1748, Аугсбург), фрайхер на Валдбург, граф на Валдбург-Валдзее (1724 – 1748), императорски кемерер, женен I. на 22 октомври 1714 г. в Залцбург за графиня Мария Ернестина фон Тун (* 12 януари 1697, Залцбург; † 25 ноември 1718, Аугсбург), II. на 24 септември 1719 г. за фрайин Мария Елеонора фон Улм-Ербах (* 21 октомври 1696; † 16 август 1780); Внукът му Йозеф Антон (1766 – 1833) става първият княз на Валдбург-Волфег-Валдзее на 21 март 1803 г. във Виена
- Мария Анна Терезия фон Валдбург-Волфег (* 12 юни 1686; † 1686)

- Мария Аделхайд фон Валдбург-Волфег (* 22 август 1687; † 21 февруари 1690)
- Франц Йозеф фон Валдбург-Волфег (* 18 февруари 1689; † 4 май 1729, Брегенц), домхер в Кьолн (1723 – 1728), обрист-вахтмайстер
- Анна Фелицитас фон Валдбург-Волфег (* 4 октомври 1690, Валдзее; † 1691)
- Изабела Клара фон Валдбург-Волфег-Валдзее (* 24 юли 1692, Валдзее; † 11 октомври 1776, Хал ин Тирол), наследствена трушеса, омъжена на 20 юни 1709 г. за граф Лудовин Трап фон Мач (* 1676; † 6 април 1738, Триент)
- Антон Ксавериус Евхериус Евзебиус фон Валдбург-Волфег-Валдзее (* 13 януари 1694; † 4 април 1740), Дойч-орден рицар
- Йохан Мария Йозеф Себастиан фон Валдбург-Волфег (* 13 януари 1696; † млад 170?)
- Зигмунд Йозеф фон Валдбург-Волфег (* 12/13 март 1698; † 5 октомври 1728), домхер в Кьолн